# Millançay
Millançay és un municipi francès, situat al departament del Loir i Cher i a la regió de Centre – Vall del Loira. L'any 2007 tenia 763 habitants.

## Demografia

### Població
El 2007 la població de fet de Millançay era de 763 persones. Hi havia 327 famílies, de les quals 89 eren unipersonals (49 homes vivint sols i 40 dones vivint soles), 105 parelles sense fills, 93 parelles amb fills i 40 famílies monoparentals amb fills.
La població ha evolucionat segons el següent gràfic:
Habitants censats

### Habitatges
El 2007 hi havia 437 habitatges, 329 eren l'habitatge principal de la família, 79 eren segones residències i 28 estaven desocupats. 430 eren cases i 7 eren apartaments. Dels 329 habitatges principals, 250 estaven ocupats pels seus propietaris, 68 estaven llogats i ocupats pels llogaters i 12 estaven cedits a títol gratuït; 3 tenien una cambra, 16 en tenien dues, 65 en tenien tres, 98 en tenien quatre i 148 en tenien cinc o més. 254 habitatges disposaven pel capbaix d'una plaça de pàrquing. A 148 habitatges hi havia un automòbil i a 153 n'hi havia dos o més.

### Piràmide de població
La piràmide de població per edats i sexe el 2009 era:
| Homes | Edats   | Dones |
| ----- | ------- | ----- |
| 0     | 95 o +  | 0     |
| 0     | 90 a 94 | 0     |
| 4     | 85 a 89 | 0     |
| 8     | 80 a 84 | 4     |
| 20    | 75 a 79 | 12    |
| 20    | 70 a 74 | 36    |
| 12    | 65 a 69 | 20    |
| 16    | 60 a 64 | 16    |
| 16    | 55 a 59 | 12    |
| 40    | 50 a 54 | 44    |
| 20    | 45 a 49 | 8     |
| 12    | 40 a 44 | 32    |
| 20    | 35 a 39 | 16    |
| 32    | 30 a 34 | 12    |
| 28    | 25 a 29 | 28    |
| 24    | 20 a 24 | 8     |
| 36    | 15 a 19 | 4     |
| 12    | 10 a 14 | 16    |
| 20    | 5 a 9   | 4     |
| 24    | 0 a 4   | 16    |

## Economia
El 2007 la població en edat de treballar era de 456 persones, 366 eren actives i 90 eren inactives. De les 366 persones actives 330 estaven ocupades (174 homes i 156 dones) i 36 estaven aturades (17 homes i 19 dones). De les 90 persones inactives 41 estaven jubilades, 22 estaven estudiant i 27 estaven classificades com a «altres inactius».

### Ingressos
El 2009 a Millançay hi havia 326 unitats fiscals que integraven 757 persones, la mediana anual d'ingressos fiscals per persona era de 17.600 €.

### Activitats econòmiques
Dels 25 establiments que hi havia el 2007, 1 era d'una empresa alimentària, 1 d'una empresa de fabricació d'altres productes industrials, 7 d'empreses de construcció, 6 d'empreses de comerç i reparació d'automòbils, 2 d'empreses de transport, 2 d'empreses d'hostatgeria i restauració, 1 d'una empresa financera, 1 d'una empresa immobiliària, 2 d'entitats de l'administració pública i 2 d'empreses classificades com a «altres activitats de serveis».
Dels 11 establiments de servei als particulars que hi havia el 2009, 1 era una oficina bancària, 1 taller de reparació d'automòbils i de material agrícola, 2 guixaires pintors, 1 fusteria, 2 lampisteries, 2 electricistes, 1 perruqueria i 1 restaurant.
Dels 4 establiments comercials que hi havia el 2009, 1 era una botiga de més de 120 m², 1 una botiga de menys de 120 m² i 2 botigues d'equipament de la llar.
L'any 2000 a Millançay hi havia 16 explotacions agrícoles que ocupaven un total de 671 hectàrees.

## Equipaments sanitaris i escolars
El 2009 hi havia una escola elemental integrada dins d'un grup escolar amb les comunes properes formant una escola dispersa.

## Poblacions més properes
El següent diagrama mostra les poblacions més properes.